# Hans Joas
Hans Joas (geboren op 27 november 1948) is een Duits socioloog.
Joas werd in 2000 professor in sociologie aan de universiteit van Chicago en was van 2002 tot en met 2011 ook verbonden aan het Max-Weber-Kollegs für kultur- und sozialwissenschaftliche Studien aan de Universiteit van Erfurt. Hij was van 2006 tot en met 2010 vicepresident van de International Sociological Association. Hij heeft daarnaast aan verscheidene instituten onderwezen, waaronder in Berlijn en heeft verscheidene boeken gepubliceerd in verband met sociologische verschijnselen. Een belangrijk werk van Joas is The Creativity of Action, een boek dat als primair doel de reconstructie van de pragmatische traditie heeft.
Voor Joas kan het pragmatisme als een geschikte oplossing dienen voor het probleem rond waardeoordelen, waarbij hij dan een brug wil slaan tussen de normatieve problematiek in de filosofie en de sociologische onderzoeken rond waarden. Deze pragmatische inslag blijkt al uit zijn vroege studie rond George Herbert Mead in Praktische Intersubjektivität. Die Entwicklung des Werks von George Herbert Mead (1980), een onderzoek naar de Europese ontvangst van het pragmatisme in Pragmatismus und Gesellschaftstheorie (1992) en de reconstructie van de sociologische handelingstheorie, gebaseerd op het pragmatische ontwerp van het begrip creativiteit (Die Kreativität des Handelns, 1992).